# Света Екатерина (Енидже Вардар)
„Света Екатерина“ (на гръцки: Αγίας Αικατερίνης) е православна църква в южномакедонския град Енидже Вардар (Яница), Гърция, част от Воденската, Пелска и Мъгленска епархия.

## Описание
Църквата е разположена в североизточната част на града и е част от енория „Св. св. Константин и Елена“. Построена е през 1972 година. В архитектурно отношение е трикорабна базилика дълга 17 m, широка 10 m и висока 5,5 m с двускатен керемиден покрив. В югозападния край има кулообразна камбанария. Входовете на храма са два - от юг и запад. Иконописта в църквата е във византийски стил, дело на Йоанис Касолас.